# 記憶 (MISIAの曲)
「記憶」（きおく）はMISIAの25枚目のシングルである。2011年5月25日発売。発売元はアリオラジャパン。

## 解説
- 前作から1年5か月ぶりとなるシングル。
- 鷺巣詩郎がプロデュースを担当。鷺巣によるプロデュースは12thシングル「心ひとつ」以来である。
- 「記憶」はテレビ朝日系ドラマ「遺留捜査」の主題歌になっている[1]。ドラマ主題歌を担当するのは「JIN-仁-」の主題歌となった「逢いたくていま」以来1年半ぶりである。
- 初回盤にはボーナストラック「MAWARE MAWARE（Gomi's Lair Club Remix）」が収録されている。

## 収録曲
1. 記憶
作詞：MISIA・松井五郎／作曲：BZ4U／編曲：鷺巣詩郎
  - テレビ朝日系ドラマ「遺留捜査」主題歌
2. このままでTonight（with JP）
作詞：松井五郎／作曲：JP・Brandon Fraley／編曲：Brandon Fraley
3. Can't Take My Eyes Off Of You
作詞・作曲：ボブ・クリュー・ボブ・ゴーディオ／編曲：GOMI
  - フジテレビ系「FNNスーパーニュース」テーマ曲（系列局でのローカル枠では一部地域で使用されている。使用されていない局は、前のテーマ曲または独自の曲を使う例が多い）
4. 記憶（Instrumental）
5. MAWARE MAWARE（Gomi's Lair Club Remix）／MISIA featuring M2J + FRANCIS JOCKY
  - 初回盤のみのボーナストラック